# Arianna Bogatec
Arianna Bogatec, italijansko-slovenska jadralka, * 16. junij 1969, Trst.
Nastopila je na dveh olimpijskih igrah in v enosedežni jadrnici osvojila osmo mesto leta 1992 v Barceloni in dvanajsto mesto leta 1996 v Atlanti. Leta 1987 je osvojila svoj prvi naslov italijanske prvakinje, ki ga je skupno osvojila desetkrat. Šestnajstkrat je nastopila na svetovnih prvenstvih in osvojila srebrno medaljo leta 1991 in bron leta 2004. Leta 1992 je prejela Bloudkovo plaketo za »olimpijski dosežek zamejskega športa«, petkrat je bila izbrana za najboljšo športnico slovenske skupnosti v Italiji.